# Medalla Peronista

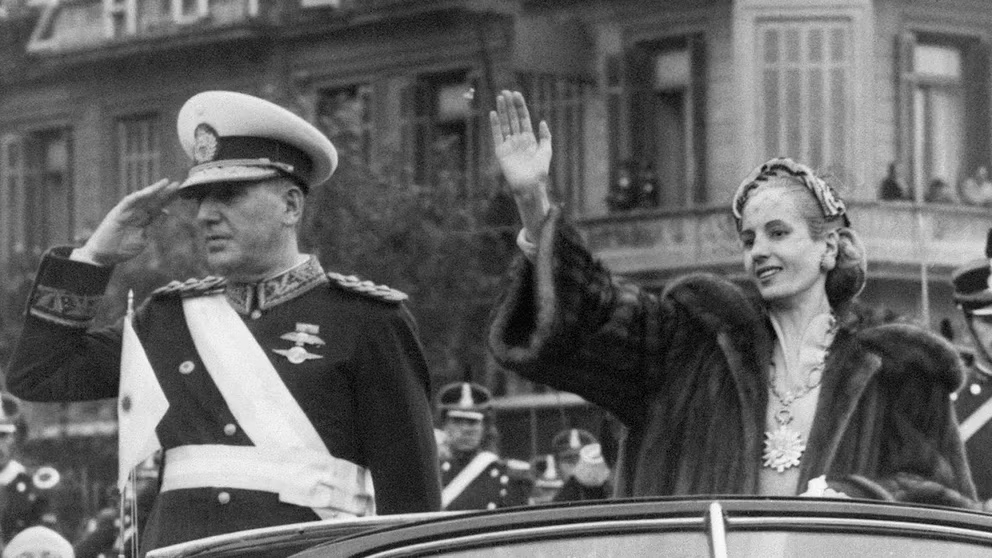
Eva Perón luce el Collar de la Orden de la Medalla Peronista en grado extraordinario, en las ceremonias de la asunción de Juan Domingo Perón a su segunda presidencia, el 4 de junio de 1952.

La Medalla Peronista (a veces llamada Medalla a la Lealtad Peronista) fue una condecoración argentina establecida en 1948 y otorgada durante los dos primeros mandatos del Presidente Juan Domingo Perón.
Se imponía en reconocimiento a servicios extraordinarios prestados al país o al movimiento peronista (por ej.: suboficiales del Ejército o policías que habían realizado acciones heroicas, deportistas que habían representado con éxito al país, etc.). Como toda alta condecoración, la Medalla Peronista estaba dividida en grados.

## Algunos condecorados
- Eva Perón, primera dama, única persona que recibió el Grado Extraordinario, en la concentración popular del 17/10/1951, fundamentada en que: «se basa en la renuncia presentada por la señora Eva Perón a su candidatura a la Vicepresidencia de la República, proclamada por la CGT en el Cabildo Abierto del 22 de agosto y ratificada luego por el Partido Peronista y considerando que dicha actitud es el supremo ejemplo de desinterés, lealtad, renunciamiento, humildad, abnegación y patriotismo, virtudes fundamentales de la ética peronista»;[2]
- el ministro de economía de Líbano, Philippe Takla, en 1950;[3]
- Raúl Apold, jefe de Prensa y Difusión del gobierno peronista;
- la tenista Mary Terán, número 1 del país en 1941, 1944, 1946, 1947 y 1948, el 17/10/1952;[4]
- el boxeador Pascual Pérez;
- el automovilista Juan Manuel Fangio;
- el atleta Delfo Cabrera;
- el dramaturgo, letrista de tango y poeta Alberto Vaccarezza;
- el físico alemán Ronald Richter, director del Proyecto Huemul[5] (posteriormente, Richter devolvió su condecoración);[6]

El documento de la Comisión de la Revolución Libertadora, titulado irónicamente Nadie hizo más que Perón, se menciona negativamente esta medalla en el punto 74..
Al general Dalmiro Videla Balaguer, partícipe activo de la Revolución Libertadora, se le atribuyó haber recibido durante el gobierno de Juan Domingo Perón, en el año 1951, la Medalla Peronista ("el hecho de haber recibido esta condecoración siempre lo hizo sospechoso para sus camaradas de la Revolución Libertadora"), cuestión que fue aclarada en 2014 por el periodista e historiador Hugo Gambini en Carta de Lectores del diario La Nación
La Medalla Peronista sigue siendo entregada, como una condecoración del grupo de sindicatos 62 Organizaciones.

## Imágenes
- Tapa del libro La Orden de la Medalla Peronista, donde se aprecia el Grado Extraordinario de esta condecoración.
- Medalla Peronista.

- Datos: Q6008350